# جاك ويلكوكس
جاك ويلكوكس (بالإنجليزية: Jack Wilcox)‏ (2 يناير 1886 في المملكة المتحدة - 1 أغسطس 1940 في المملكة المتحدة) هو لاعب كرة قدم بريطاني (وحمل سابقاً جنسية المملكة المتحدة لبريطانيا العظمى وأيرلندا) في مركز جناح ‏. لعب مع أستون فيلا وبرمنغهام سيتي ونادي ساوثهامبتون ونادي تلفورد يونايتد.